# Peter Wilhelm Forchhammer
Peter Wilhelm Forchhammer (23. oktober 1803 i Husum – 6. januar 1894 i Kiel) var en tysk klassisk filolog og arkæolog, bror til geologen Johan Georg Forchhammer og juristen August Friedrich Wilhelm Forchhammer.
Han studerede i Kiel, hvor han 1836 blev ansat som ekstraordinær professor og som forstander for Mønt- og Medaljesamlingen. Han foretog flere længere studierejser i Grækenland og Orienten (1830-33 og 1838-39) og har ydet værdifulde bidrag til studiet af Grækenlands, særlig Athens, topografi (Hellenika 1837, Topographie von Athen 1841, 2. udgave 1873, Topographia Thebarum 1854). En række afhandlinger af Forchhammer behandler mytologiske emner (Achilleus; Apollos Ankunft in Delphi; Die Geburt der Athena og andre); han søgte i dem at gøre den opfattelse gældende, at de græske myter på symbolsk måde fremstiller naturfænomener. Efter sindelag og udvikling var han tysk: efter Hertugdømmernes afståelse til Preussen var han medlem af den preussiske landdag (1868-70) og af den tyske rigsdag (1871-73).